# Paratheuma interaesta
Paratheuma interaesta är en spindelart som först beskrevs av Vincent Daniel Roth och Brown 1975.  Paratheuma interaesta ingår i släktet Paratheuma och familjen Desidae. Inga underarter finns listade i Catalogue of Life.